# 31 Sextantis
31 Sextantis är en orange jätte i Sextantens stjärnbild.
31 Sextantis har visuell magnitud +6,97 och kräver fältkikare för att kunna observeras. Den befinner sig på ett avstånd av ungefär 465 ljusår.